# 5. kordunaška brigada (NOVJ)
Za druge 5. brigade glejte 5. brigada.
5. kordunaška brigada je bila brigada v sestavi Narodnoosvobodilne vojske in partizanskih odredov Jugoslavije in ki je delovala med drugo svetovno vojno na področju Kraljevine Jugoslavije.

## Zgodovina
Brigada je bila ustanovljena 16. septembra 1942, pri čemer je imela 3 bataljone in okoli 700 borcev.

## Organizacija
- štab
- 3x bataljon